# Statul Rus (1918–1920)
Statul Rus a fost un stat antibolșevic proclamat de Mișcarea Albă prin Actul Conferinței de Stat de la Ufa din 23 septembrie 1918 (Constituția  Guvernului Provizoriu al Întregii Rusii), „Cu privire la formarea puterii supreme a întregii Rusii”, în numele „restabilirii unității statale și a independenței Rusiei”, afectată de evenimentele revoluționare din 1917, de Revoluția din Octombrie și de semnarea Tratatul de la Brest-Litovsk cu Imperiul German.

## Actul Conferinței de Stat de la Ufa
Delegațiile de la Comitetul Membrilor Adunării Constituante, Guvernul provizoriu siberian, Guvernul regional provizoriu al Uralului, guvernele trupelor de cazaci, guvernele mai multor entități național-statale, mai multe partide politice din întreaga Rusie. care au fost prezente la reuniune, au format Directoratul (așa-numitul „Directorat Ufa”), care a fost condus de Nikolai Avksentiev. S-a constatat că Guvernul Provizoriu Panrusesc, „până la convocarea Adunării Constituante Panrusești, este singurul purtător al puterii supreme în întregul spațiu al statului rus”. Actul prevedea „transferul către Guvernul Provizoriu al Întregii Rusii, de îndată ce acesta o va cere”, a „tuturor funcțiilor puterii supreme”. Astfel, a fost abolită suveranitatea entităților regionale, care a fost înlocuită de „autonomia largă a regiunilor”, ale cărei limite depindeau în totalitate de „înțelepciunea Guvernului Provizoriu Panrus”.
Guvernul pan-rusesc a fost însărcinat să contribuie la accelerarea convocării Adunării Constituante și, ulterior, să se supună necondiționat acesteia „ca unică putere supremă în țară”.
Fundamentele structurii național-statale a Rusiei ar fi trebuit să pornească de la principiile federale: „organizarea Rusiei eliberatoare pe baza recunoașterii pentru zonele sale individuale a drepturilor de autonomie largă, datorată atât caracteristicilor geografice și economice, cât și celor etnice, sugerând stabilirea definitivă a unei organizații federale pe principii federale de către Adunarea Constituantă în întregime..., recunoașterea pentru minoritățile naționale care nu ocupă un teritoriu separat, a drepturilor la autodefinire cultural-națională”.
În ceea ce privește Armata rusă, actul vorbea despre necesitatea de „recrearea unei armate ruse puternică, pregătită de luptă, unificată, organizată în afara influenței partidelor politice” și, în același timp, despre „inadmisibilitatea organizațiilor politice ale militarilor și eliminarea armatei din politică”.

Următoarele sarcini au fost identificate ca fiind urgente pentru restabilirea unității și independenței de stat a Rusiei:

1. Lupta pentru eliberarea Rusiei de sub puterea sovietică;
2. Reunificarea regiunilor răpite, abandonate și împrăștiate ale Rusiei;
3. Nerecunoașterea  Tratatului de la Brest-Litovsk Brest și a tuturor celorlalte tratate cu caracter internațional, încheiate atât în numele Rusiei, cât și al părților sale separate după Revoluția din Februarie, de către orice altă autoritate în afara Guvernului provizoriu rus, precum și restabilirea forței reale a relațiilor contractuale cu Antanta;
4. Continuarea războiului împotriva Puterilor Centrale.

## Centralizarea conducerii
La 9 octombrie 1918, Guvernul Provizoriu al Întregii Rusii s-a mutat de la Ufa la Omsk din cauza înaintării Armatei Roșii spre Ufa.
La 4 noiembrie, Guvernul Provizoriu panrus a făcut apel la toate guvernele regionale, solicitând dizolvarea imediată a „tuturor guvernelor regionale și a instituțiilor reprezentative regionale, fără excepție” și transferarea tuturor puterilor Guvernul panrus. În aceeași zi, pe baza ministerelor și a administrațiilor centrale ale Guvernului Provizoriu Siberian, a fost format organul executiv al Directoratului - Consiliul de Miniștri al Întregii Rusii, condus de Piotr Vologdski. O astfel de centralizare a puterii de stat se datora, în primul rând, nevoii de „recreare a puterii de luptă a patriei, atât de necesară în lupta pentru renașterea Rusiei Mari și Unite", „pentru crearea de condiții necesare pentru aprovizionarea armatei și organizarea spatelui frontului la scara întregii Rusii”.
Prin această hotărâre a fost posibilă desființarea tuturor guvernelor regionale, naționale și căzăcești din estul Rusiei și, astfel, consolidarea forțelor de rezistență antibolșevică.

## Lovitura de stat din 18 noiembrie
La 18 noiembrie 1918, membrii Directoratului care se aflau în Omsk au fost arestați, iar Consiliul de Miniștri a anunțat preluarea puterii supreme depline și apoi a decis să o transfere unei singure persoane, conferindu-i titlul de lider suprem. Amiralul Aleksandr Kolceak a fost ales prin vot secret de către membrii Consiliului de Miniștri pentru acest post. Amiralul a acceptat oferta și a anunțat preluarea rangului de comandant suprem. A fost format un nou guvern rus, care a rămas în istorie sub numele de „guvernul Omsk” sau „guvernul Kolceak”, care a existat până la 4 ianuarie 1920.
Toți comandanții armatelor albe din sudul și vestul Rusiei, precum și din Siberia și Orientul Îndepărtat au recunoscut comanda amiralului Kolceak; la începutul lunii mai - iunie 1919, generalii [[Anton Denikin, Evgheni Miller, Nikolai Iudenici s-au supus de bunăvoie lui Alexandru Kolceak și au recunoscut oficial comanda sa supremă asupra tuturor armatelor din Rusia. Comandantul suprem a confirmat în același timp puterile comandanților. Prin ordinul liderului suprem, Miller și Iudenici au primit statutul de guvernator general.
Din acest moment, Forțele armate ale Rusiei de Sud, Armata de Nord-Vest, Armata de Nord și Frontul de Est au acționat ca mari unități ale acestei armate unite.
Numele „Armata Rusă” a fost aprobată pentru reflectarea unității celor trei fronturi unite ale Mișcării Albe, iar comandanților armatelor de Nord și de Nord-Vest, generalii Iudenici și Miller, le-a fost acordată de către comandantul suprem calitatea de comandați de front. 

Alexandr Kolceak a continuat cursul economic și politic al Guvernului provizoriu siberian, al cărui fost șef, Piotr Vologodski, devenit pentru conducătorul suprem un simbol al legitimității guvernării sale, a fost lăsat în funcția de președinte al Consiliului de Miniștri. În primele declarații de după „lovitura de stat din 18 noiembrie”, atât guvernul rus, conducătorul suprem însuși, cât și conducătorii și guvernele albe din alte regiuni rusești, care îi recunoșteau autoritatea, au confirmat necesitatea convocării unei Adunări Naționale Constituante, care urma să devină un centru cu adevărat unificator, fără nicio participare a „revoluționarilor radicali”. Pentru aceasta, a fost elaborată o nouă lege electorală.

## Simbolurile de stat

### Imnul național
La 19 noiembrie 1918, Consiliul de Miniștri a adoptat o rezoluție la propunerea ministrului Afacerilor Externe, Iuri Kliucenikov, de a considera cel mai vechi imn spiritual al Imperiului Rus, Cât de glorios este Domnul nostru în Sion, ca fiind imnul național al Rusiei. Regulile imnului repetau ordinea imnului Doamne, apără-l pe țar!!.

### Stema

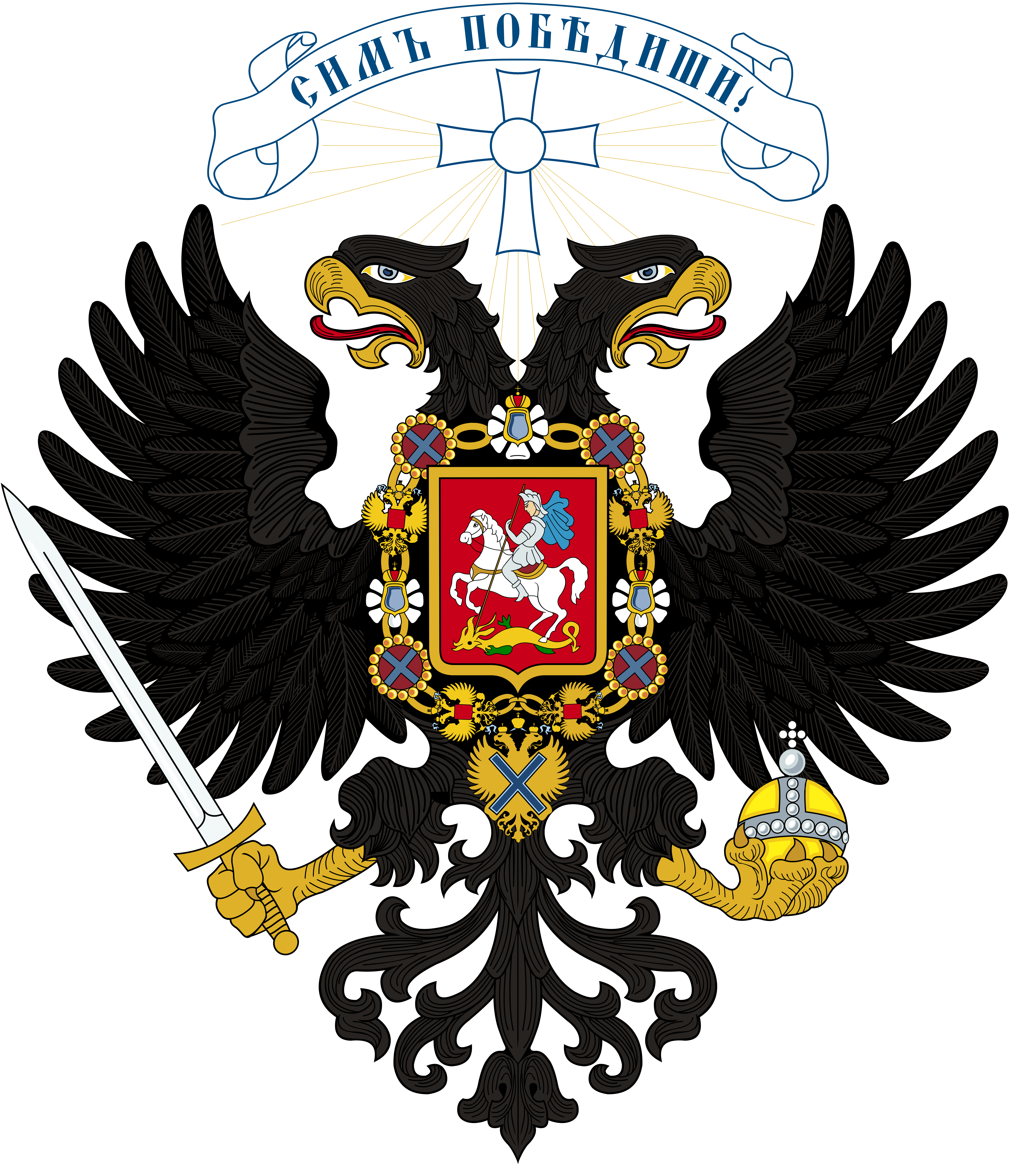
Stema de stat, 1918

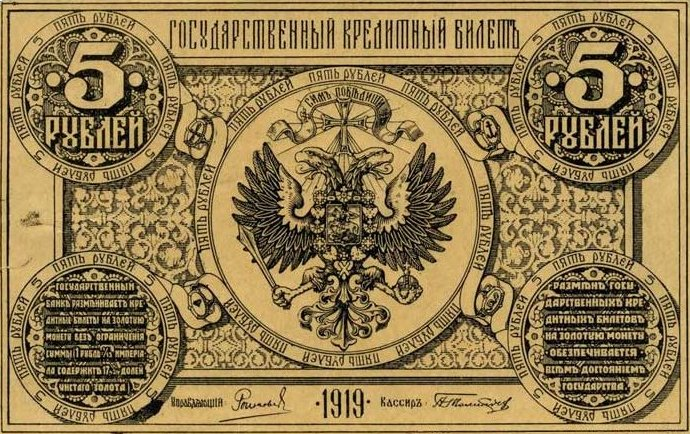
Proiectul bancnotei de 5 ruble, cu stema propusă de Gleb Ilin

În ianuarie - aprilie 1919, la Omsk, la inițiativa Societății Artiștilor și Iubitorilor de Arte Plastice din Teritoriul Stepei, au avut loc concursuri pentru crearea unui nou text al imnului național și a unei noi steme de stat. S-a anunțat că, în condițiile concursului, stema de stat, „conservând imaginea vulturului cu două capete, ar trebui să fie compilată în forme mai artistice, în bazele stilului antic rusesc și ar trebui să corespundă stilului modern de înțelegere a decorativității”, iar „în loc de emblemele îndepărtate ale epocii țariste (coroana, sceptrul și globul cu cruce) stema ar trebui să fie decorată cu embleme caracteristice noii statalității reînviate”.
În cadrul competiției au fost propuse 210 versiuni ale textului imnului și 97 de proiecte ale stemei de stat. Cea mai bună lucrare a fost considerată un proiect creat de un artist din Kazan, Gleb Ilin, un vultur cu două capete, deasupra căruia stătea o cruce cu motto-ul „Sub acest semn vei învinge”. Stemele regionale ale Imperiului Rus au fost îndepărtate de pe aripile vulturului, dar Stema Moscovei cu Sfântul Gheorghe a fost păstrată. Coroanele au fost, de asemenea, îndepărtate, iar sceptrul a fost înlocuit de sabie. Deși niciunul dintre proiectele stemei nu a fost aprobat în final de juriu, versiunea lui Gleb Ilin a fost adesea afișată pe sigilii de papetărie, pe paginile presei Siberiei și a fost folosită pe bancnote.
La 9 mai 1919, decretul Consiliului de Miniștri al guvernului rus a aprobat simbolismul liderului suprem – un steag și un fanion cu un vultur cu două capete, dar fără însemnele autorității „imperiale”.

### Recompensele se stat
Concomitent cu concursul pentru imn și stemă, a fost organizat un concurs pentru noile ordine de stat - „Renașterea Rusiei” și „Eliberarea Siberiei”. Proiectele depuse pentru Ordinul „Renașterii Rusiei „nu au primit aprobarea juriului. În schimb a fost aprobat proiectul Ordinului „Eliberare a Siberiei”.
Principalul motiv al lipsei de rezultate la concursuri a fost considerat „inoportunitatea ideologică” a acestor evenimente. După cum și-a amintit un membru al juriului, scriitorul Serghei Auslender, „Conținutul principal al majorității covârșitoare a proiectelor a fost ideea de «Rusia în marș», care, desigur, nu corespundea sarcinii stabilite – aceea de a crea simbolismul suveran al statului rus actualizat”. Juriul și-a exprimat, de asemenea, îndoielile cu privire la lipsa simbolismului monarhic în proiectele depuse, ceea ce contravenea principiului de „nerefuzare” declarat de guvernul alb.

## Structura politico-statală
Statul era format din trei părți separate. Doar guvernele din Omsk și Arhanghelsk au reușit, pentru o perioadă de timp, să își conecteze teritoriile.
Legile care au fost adoptate în Omsk au devenit obligatorii pentru toate teritoriile statului rus. 
Guvernul din Omsk a oferit asistență financiară pentru sud. Pentru a rezolva problema lipsei de pâine, guvernul nordic al lui Miller a făcut achiziții în Siberia.
Structura guvernului a fost formată din organisme guvernamentale temporare. Existența acestor autorități erau limitate de durata războiului și de restabilirea ordinii depline în țară.

### Guvernul
Conducătorul suprem era șeful statului, cu puteri legislative, executive și judiciare absolute și depline. El a fost Comandantul Suprem al tuturor forțelor armate terestre și maritime ale Rusiei. Singura persoană care a deținut acest post a fost Amiralul Aleksandr Kolceak. La 4 ianuarie 1920, Kolceak a semnat ultimul său decret, în care și-a anunțat intenția de a transfera puterile „Puterii supreme a Întregii Rusiii” lui Anton Denikin. Până la primirea instrucțiunilor de la Anton Denikin, „întreaga autoritate militară și civilă în toată zona de est a Rusiei” a fost oferită generalului locotenent Grigori Semionov. Anton Denikin nu a ocupat din punct de vedere oficial această funcție, deși el a îndeplinit-o.
Consiliul de miniștri a fost cea mai înaltă autoritate legislativă și executivă a Statului Rus, garantul puterii supreme a șefului statului. 

Consiliul Conducătorului Suprem a fost un organism consultativ pentru cele mai importante probleme de stat, care s-a aflat în subordinea sub conducerea Liderului Suprem al Statului Rus.
Membri:
- Conducătorul suprem - președinte;
- Președintele Consiliului de Miniștri
- Ministrul de Finanțe;
- Ministrul Afacerilor Interne;
- Ministrul Afacerilor Externe;
- Șeful Guvernatorului Suprem și al Consiliului de Miniștri;
- Consilier al Conducătorului suprem – orice persoană numită de Conducătorul suprem.

Adunarea Economică de Stat de Urgență a fost un organism consultativ pe probleme economice din cadrul Consiliului de Miniștri. A îndeplinit funcțiile de reprezentare „industrial-cooperativă”. A existat în compoziția originală până la 2 mai 1919.
Membri:
- Președintele Reuniunii economice de urgență a statului - Serghei Fedosiev;
- Ministrul de finanțe;
- Ministrul de război;
- Ministrul Alimentelor și Aprovizionării;
- Ministrul Comerțului și Industriei;
- Ministrul Căilor Ferate;
- Revizorul de Stat al Conducătorului Suprem;
- Trei reprezentanți ai băncilor private și cooperatiste;
- Cinci reprezentanți ai Consiliului pan-rus al Congreselor de Comerț și Industrie;
- Trei reprezentanți ai Consiliului Congreselor Cooperativelor.

Adunarea Economică de Stat a fost un organism consultativ special pentru probleme economice majore în cadrul Consiliului de Miniștri, înființat la 2 mai 1919, prin transformarea Adunării Economice Extraordinare de Stat. A elaborat proiecte de îmbunătățire a politicii economice, care au fost ulterior înaintate Conducătorului suprem pentru examinare și aprobare.
Membri:
- Președintele Reuniunii Economice de Stat - Gheorgi Hins;
- Miniștri;
- Reprezentanți ai băncilor private și cooperatiste;
- Reprezentanți ai Consiliului pan-rus al Congreselor de Comerț și Industrie;
- Reprezentanți ai adunărilor zemstvelor și ai consiliilor municipale;
- Reprezentanți ai trupelor de cazaci.

Comitetul Consiliului de Miniștri pentru respectarea legii și a ordinii în administrație era organul de control și deliberativ al Consiliului de Miniștri, care avea funcții de control supravegheat în domeniul respectării legii și a normelor de ordine.
Biroul Conducătorului Suprem era un organism de stat care îndeplinea funcții pentru asigurarea activitățile conducătorului suprem în calitate de șef de stat în exercitarea puterii supreme a statului.
- Directorul biroului Conducătorului Suprem a fost generalul-maior Martinov.

## Economia și finanțele
Alexandr Kolceak avea controlul asupra rezervelor de aur ale Rusiei sub formă de monede, lingouri și bijuterii, precum și platină, argint și titluri de valoare, care fuseseră capturate de Armata Populară a  Comitetului membrilor Adunării Constituante  în Kazan în august 1918 și transportate ulterior la Omsk. Rezervele de aur au fost estimate la 650 de milioane de ruble în aur la cursul de dinainte de război. Guvernul lui Kolceak a cheltuit 240 de milioane de ruble de aur pentru plata datoriilor țarului și pentru aprovizionarea aliaților. A fost imposibil să se renunțe la aceste livrări, deoarece, într-o atmosferă de haos economic în timpul Războiului Civil, întreprinderile industriale au redus producția de mai multe ori.

## Politica externă

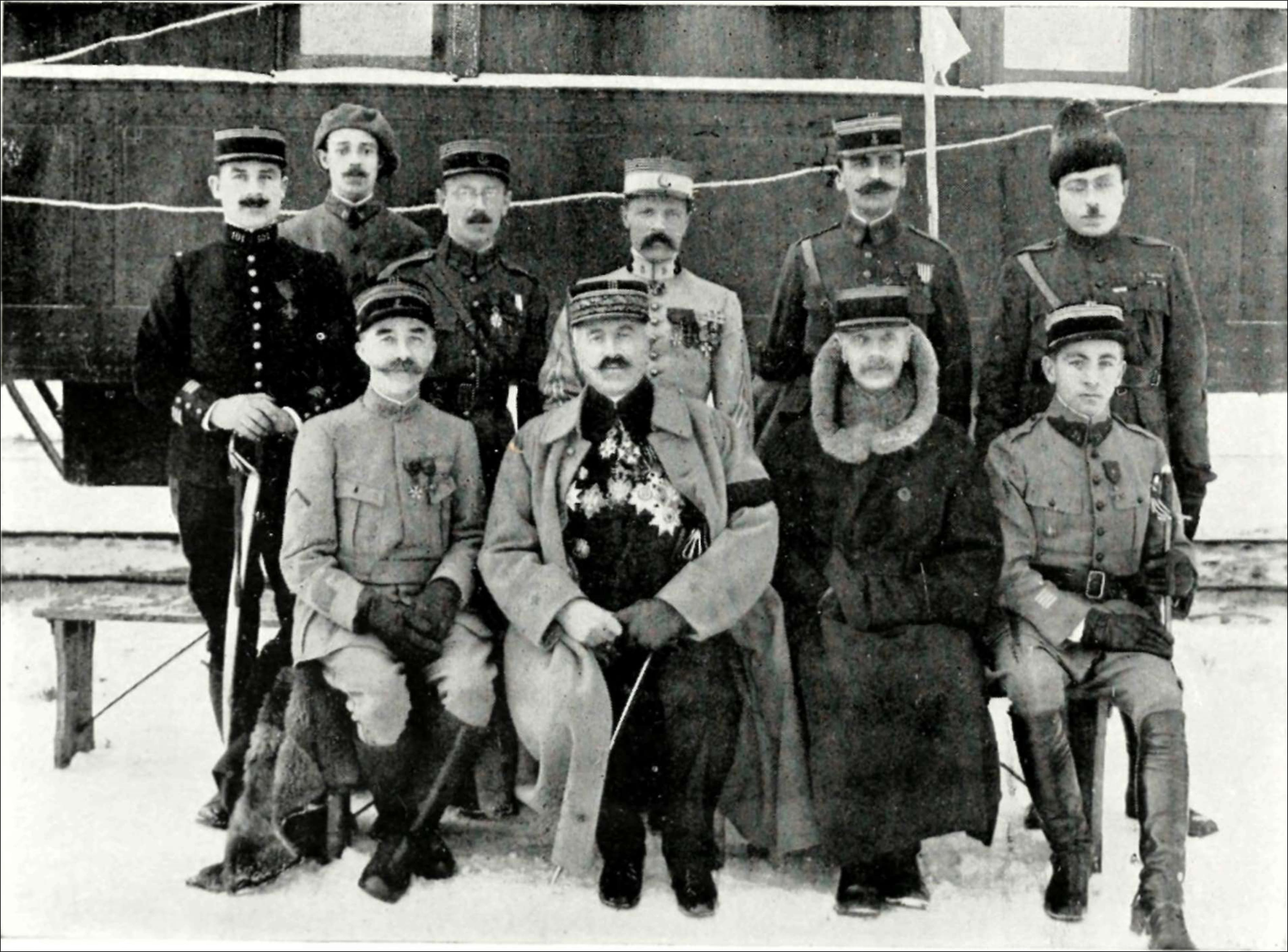
Generalul francez Maurice Janin și statul său major

În politica externă, Alexandr Kolceak a urmărit constant păstrarea legăturilor cu foștii aliați ai Imperiului Rus din Primul Război Mondial. În calitate de conducător suprem și succesor al guvernelor ruse de dinainte de octombrie (țarist și interimar), într-o declarație din 21 noiembrie 1918, el a recunoscut datoriile externe și alte obligații contractuale ale acestora (la sfârșitul anului 1917, datoria externă a Rusiei depășea 12 miliarde de ruble).
Principalul reprezentant al guvernelor albe în străinătate a fost fostul ministru de externe țarist, un diplomat experimentat Serghei Sazonov, care se afla la Paris. Toate ambasadele rusești din străinătate, rămase din perioada prerevoluționară, i s-au supus, păstrându-și aparatul, proprietățile și funcțiile.
Statul Rus a fost recunoscut internațional de jure de un singur stat, Regatul Sârbilor, Croaților și Slovenilor. La sfârșitul lunii iunie 1919, însărcinatul cu afaceri al Ministerului Afacerilor Externe iugoslav Jovan Milanković a sosit la Omsk. Vasili Strandman a fost numit ambasador la Belgrad .
Statul rus a fost recunoscut de facto de țările din Tripla Înțelegere și de țările care au apărut după prăbușirea imperiilor europene: Cehoslovacia, Finlanda, Polonia și statele baltice.
Declarația Guvernului întregii Rusii din 7 decembrie 1918 privind sfârșitul războiului mondial exprima speranța participării Rusiei la Conferința de pace de la Paris. Guvernul a creat o comisie specială în cadrul Ministerului de Externe pentru a pregăti conferința de pace, în speranța că Rusia va fi reprezentată la Versailles ca o mare țară care a suferit pierderi uriașe și care timp de trei ani a ținut un al doilea front, fără de care victoria finală a aliaților ar fi fost imposibilă. Rusia a primit asigurări în această privință, în primul rând din partea șefului misiunii militare franceze, generalul Maurice Janin, în discursul de la sosirea sa la Vladivostok în noiembrie 1918. Se presupunea că, dacă înainte de convocarea conferinței, guvernul noii Rusii nu era recunoscut legal de către aliați, atunci oricare dintre diplomații vechii Rusii îi va reprezenta interesele în acord cu guvernele albe. Cu toate acestea, poziția aliaților în această chestiune s-a schimbat curând. Argumentul decisiv a fost absența unui guvern recunoscut legal al întregii Rusii.
Ca urmare, conferința a decis să amâne examinarea chestiunii Rusiei, a statutului său internațional și a frontierelor sale până la sfârșitul războiului civil, când va fi instituit un guvern unic pe întregul său teritoriu, iar apoi să convoace o conferință internațională specială privind toate problemele legate de aceasta.
În ianuarie 1919, președintele american Woodrow Wilson și prim-ministrul britanic David Lloyd George au lansat inițiativa de a convoca o conferință internațională specială privind chestiunea rusă în Insulele Principilor, la care au fost invitați reprezentanți ai ambelor tabere adverse: bolșevicii și albii. Guvernul sovietic a răspuns la această propunere. În rândul albilor, însă, propunerea Aliaților de a negocia cu bolșevicii a provocat un val de indignare. Kolceak și Denikin au refuzat să-și trimită reprezentanții în Insulele Principilor.

## Forțele armate

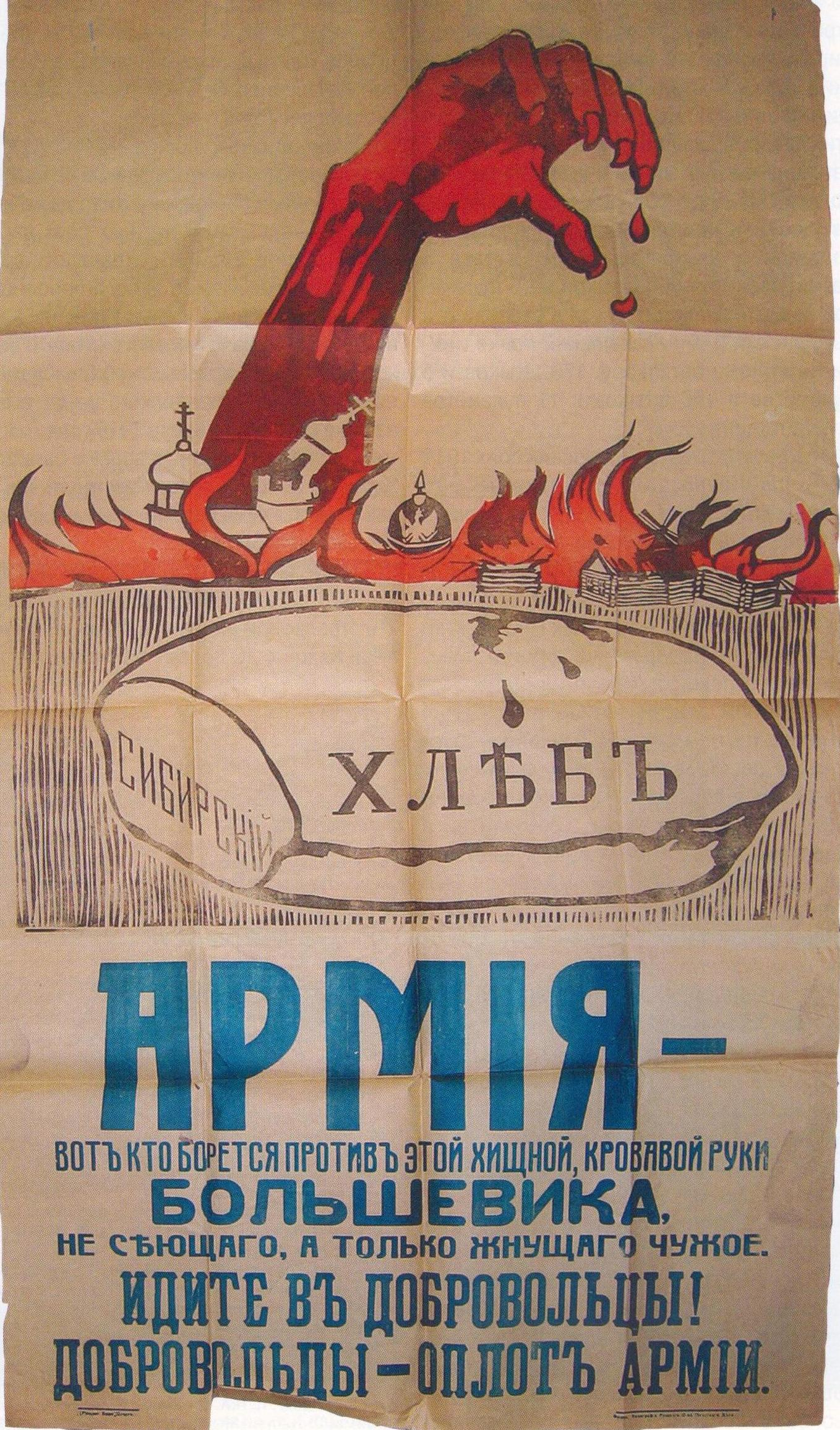
Afiș antibolșevic care încuraja oamenii să se înroleze ca voluntari

- Armata rusă
- Armata independentă din Orenburg
- Legiunile Cehoslovace

### Septembrie - decembrie 1918
La 28 septembrie 1918, generalul-locotenent Vasili Boldîrev, membru al Directoratului Statului Major General, a fost numit comandant-șef al tuturor forțelor armate terestre și navale ale Rusiei și a preluat comanda unităților armate rusești combinate din estul Rusiei (Armata Siberiană, unitățile de cazaci din Orenburg și Ural, rămășițele Armatei Populare și Corpul cehoslovac).
La început, unificarea Armatei Siberiene și a Armatei Populare nu a dus la succes. Noul comandament nu a putut utiliza în mod corespunzător capacitățile disponibile, iar unitățile Armatei Populare lăsate de capul lor au continuat retragerea începută încă din septembrie. La 3 octombrie 1918 a fost pierdut controlul asupra Sîzranlui, iar la 8 octombrie asupra Samarei.
La începutul lunii octombrie, generalul Boldîrev a reorganizat comandamentul forțelor armate din estul Rusiei, distribuind toate trupele aflate în subordinea sa pe trei fronturi: vest, sud-vest și siberian. Structura Frontului de Vest includea toate trupele rusești și cehoslovace care operau împotriva trupelor sovietice de pe Frontul de Est la nord de linia Nikolaevsk-Buzuluk-Sterlitamak-Verhneuralsk- Qostanaı-Pavlodar. Comandantul-șef al Corpului cehoslovac, generalul-maior Jan Syrový, a fost numit comandant-șef al Frontului de Vest, iar generalul Mihail Diterihs a fost numit șef al Statului Major al Frontului. Frontul era format din unități militare rusești, bașchire și cehoslovace în Urali și în regiunea Volga: două divizii ale Corpului cehoslovac și grupul Ekaterinburg (comandat de Radola Gajda), grupul Kama (comandat de generalul-locotenent Serghei Liupov), grupul Samara, (comandant colonelul (ulterior general-maior) Serghei Wojciechowski) plus flotila militară fluvială Kama (comandant - contraamiralul Mihail Smirnov). Trupele de cazaci din Ural și Orenburg, precum și unitățile regulate care operau la sud de această linie, pe direcțiile Saratov și Tașkent, au format Frontul de Sud-Vest, condus de atamanul armatei de cazaci din Orenburg, generalul-locotenent Alexandr Dutov. Toate trupele antibolșevice care acționau pe teritoriul Siberiei au devenit parte a Frontului Siberian, al cărui comandant-șef a fost numit comandantul Armatei Siberiene, generalul-maior Pavel Ivanov-Rinov.
Ca urmare a transformării Ministerului Forțelor Armate al Guvernului Provizoriu al Siberiei în Ministerului Forțelor Terestre și Marinei al Guvernului Provizoriu al întregii Rusii, Pavel Ivanov-Rinov a fost eliberat din funcția de guvernator la 2 noiembrie 1918, dar și-a păstrat postul de comandant al armatei siberiene.
Reorganizarea conducerii forțelor armate antibolșevice din estul Rusiei a fost finalizată de amiralul Alexandr Kolceak, în calitate de comandant suprem. La 18 decembrie 1918, acesta a ordonat eliminarea zonelor corpurilor de armată ale Armatei Siberiene și formarea în locul lor a unor districte militare:
- Siberia de Vest, cu sediul în Omsk (guberniile Tobolsk, Tomsk și Altai, regiunile Akmola și Semipalatinsk);
- Siberia mijlocie, cu sediul în Irkutsk (guberniile Enisei și Irkutsk, regiunea Iakutsk);
- Orientul Îndepărtat, cu sediul la Habarovsk (regiunile Amur, Primorie și Transbaikal, partea de nord a insulei Sakhalin).[10].

Prin același ordin, Kolceak a aprobat organizarea de către cercul militar al cazacilor din Orenburg a Districtului Militar Orenburg cu sediul în Orenburg (din care nu au făcut parte regiunile  Celeabinsk  și Turgai).

În toamna - iarna anului 1918, situația de pe front a favorizat planurile lui Kolceak de unificare a forțelor antibolșevice disparate. La 29 noiembrie, grupul Ekaterinburg al Armatei Siberiene, după ce a lansat o ofensivă decisivă, a zdrobit complet Armata a 3-a a roșie, a cucerit orașele Kungur (21 decembrie) și Perm (24 decembrie), unde a luat trofee uriașe.
După înființarea, în decembrie 1918, a cartierului general al Comandantului Suprem, (amiralul Kolceak), armata siberiană a fost desființată.
La 24 decembrie, o nouă armată siberiană a fost formată din Grupul de forțe din Ekaterinburg (ca parte a Corpului 1 din Siberia Mijlocie, Corpului 3 din Siberia de Stepă, Diviziei Votkinsk și Brigăzii Krasnoufimski), a cărei comandă temporară a fost încredințată generalului Radola Gajda. Pentru formarea cartierului general al armatei, s-a propus utilizarea cartierului general al fostei Armate Siberiene, care trebuia să fie redistribuita de la Omsk la Ekaterinburg cât mai curând posibil. Generalul Boris Bogoslovski, șeful de stat major al Grupului din Ekaterinburg, a fost desemnat să execute funcția de șef de stat major al Armatei Siberiene.
Armata de Vest a Mișcării Albe, condusă de generalul Mihail Hanjin, comandantul Corpului 3 Ural, a fost formată din părți ale Grupului de Forțe Samara și Kama, ale Corpurilor 3 și 6 Ural. Șeful Statului Major al Grupului Samara, generalul Serghei Șcepihin, a fost numit șef al Statului Major al armatei. Pe baza trupelor din Frontul de Sud-Vest, a fost formată Armata Separată Orenburg, sub comanda generalului Alexandr Dutov. Trupele Frontului siberian au fost reorganizate în Corpul 2 Separat siberian de stepă al generalului Vladimir Brzezovski, care a acționat pe direcția Semirecensk.

### 1919
În ianuarie-februarie 1919, armata siberiană reorganizată a respins contraofensiva Armatei Roșii împotriva orașului Perm.
La începutul lunii martie, Armata siberiană și Armata de vest au lansat o ofensivă.
Armata siberiană, avansând spre Viatka și Kazan, în aprilie a cucerit Sarapul, Votkinsk și Ijevsk și început înaintarea spre Kazan. Armata occidende vest a ocupat Ufa (14 martie), Belebey, Birsk, Bugulma (10 aprilie), Buguruslan și s-a apropiat de Samara. Grupul Armatei de Sud al Corpului 4 Armată și Corpul consolidat Sterlitamak, care ataca Aktobe-Orenburg, aflat în subordinea sa operațională, a intrat în suburbiile orașului Orenburg și împreună cu cazacii din Orenburg au asediat orașul la sfârșitul lunii aprilie.
Ca urmare a ofensivei generale, întreaga regiune Ural a fost ocupată, iar trupele lui Kolceak au ajuns foarte aproape de Volga.

În acel moment a devenit evidentă eroarea strategică a comandamentului Armatei Albe: ofensiva care se desfășura pe direcții concentrice divergente a fost oprită de trupele Frontul de Est al Armatei Roșii, iar pe 28 aprilie Grupul de Sud al Frontului de Est al Armatei Roșii a lansat o contraofensivă împotriva Armatei de Vest. A învins-o lângă Buguruslan și Belebei și a aruncat-o peste Râul Alb (Belaia). La sfârșitul lunii mai, trupele Armatei de Vest au fost consolidate în grupurile Volga, Ural și Ufa. În bătălia pentru Ufa (25 mai-19 iunie), Armata de Vest a fost din nou înfrântă și s-a retras la Celeabinsk.
Armata siberiană a fost forțată să își oprească ofensiva și să înceapă o retragere din cauza amenințării asupra flancului său stâng. În iunie, din cauza retragerii continue a Armatei de Vest, părți ale Armatei Siberiene au fost forțate să înceapă o retragere grabnică de-a lungul întregului front, iar în iulie s-au retras în Trans-Urali. Albii au pierdut controlul asupra orașelor Ekaterinburg și Celeabinsk.
La 22 iulie 1919, Amata siberiană a fost împărțită în Armata 1 (pe direcția Tiumen) și Armata 2 (pe direcția Kurgan), care împreună cu Armata 3 (fosta armată de Vest) au format Frontul de Est sub comanda generalului Mihail Diterihs .
Grupul de sud al Armatei de vest nu a reușit să cucerească Orenburgul, iar în august, după începerea retragerii generale a albilor, s-a retras la rândul său spre est.
Armatele 1 și 2 siberiene au participat cu succes la operațiunea ofensivă din Tobolsk (august - octombrie 1919), dar după prăbușirea frontului de est, care a avut loc în octombrie-noiembrie 1919, rămășițele lor s-au retras în Transbaikalia, unde au continuat să lupte împotriva bolșevicilor până în noiembrie 1920.

### Relațiile cu Aliații
La început, guvernele britanic și francez au crezut că întreaga luptă împotriva bolșevicilor din Rusia ar trebui să se desfășoare sub conducerea Occidentului. Generalul Maurice Janin, șeful misiunii aliate, care a sosit la Omsk via Vladivostok la sfârșitul anului 1918 și a prezentat un mandat semnat de Georges Clemenceau și David Lloyd George, conform căruia a fost autorizat să comande toate trupele din Siberia, atât cele aliate, cât și cele rusești. Alexander Kolceak a respins categoric acest mandat, spunând că ar prefera să refuze complet ajutorul extern decât să accepte astfel de condiții. În urma negocierilor, guvernele aliate au făcut concesii și s-a ajuns la un compromis: Amiralul Kolceak a rămas comandantul suprem al trupelor rusești, iar Maurice Janin a fost numit, prin ordinul Kolceak din 19 ianuarie 1919, comandant-șef al forțelor aliate, adică al cehilor, precum și al detașamentelor mai mici de sârbi, al italienilor care au sosit mai târziu, al românilor și al polonezilor. Cu toate acestea, Janin nu l-a iertat pe Kolceak pentru că i-a impus un statut inferior. Misiunea militară britanică sub conducerea lui Kolceak a fost condusă de generalul Alfred Knox, care era responsabil de aprovizionarea armatei lui Kolceak. Acesta, spre deosebire de Janin, a fost loial lui Kolceak și a manifestat o atitudine prietenoasă. 
Unitățile forțelor aliate se aflau în spatele frontului. Pe front, pentru o perioadă scurtă de timp, au existat doar un mic detașament francez și o brigadă engleză, în care soldații de rând fuseseră recrutați însă în principal din rândul rușilor Trupele japoneze și americane staționate în Orientul Îndepărtat nu s-au supus lui Janin. Imperiul Japonez a păstrat pe teritoriul de la Oceanul Pacific până în Transbaikalia un corp de 40 de mii de militari (inițial chiar până la 70 de mii de militari). SUA a avut în regiune doar o brigadă de 7 mii de soldați.
Principala formă de asistență a aliaților britanici și francezi s-a redus la aprovizionarea armatelor lui Kolceak și Denikin cu arme și uniforme. Corpul cehoslovac, în ciuda eforturilor reprezentanților aliați, nu a reușit să se întoarcă pe front. După înfrângerea Germaniei și a Austro-Ungariei în război, aceștia au căutat să se întoarcă acasă, nedorind să lupte într-o țară străină pentru obiective pe care nu le înțelegeau, mai ales după lovitura de stat a lui Kolceak pe care cehii nu au susținut-o în mod categoric. Cu toată „prietenia” afișată ostentativ, relația dintre ruși și cehi a devenit din ce în ce mai tensionată. Singurul lucru cu care cehii au fost de acord, sub presiunea reprezentanților Antantei, a fost să asigure securitatea transporturilor feroviare din spatele frontului de la Novonikolaevsk la Irkutsk.
În ceea ce privește USA și Japonia, acestea s-au limitat în principal la menținerea relațiilor politice cu Kolceak și la rolul de observatori „prietenoși” în Estul Îndepărtat, așteptând evoluția situației, urmărindu-și interesele economice și concurând între ele pentru influență în regiune. În același timp, comandamentul american nu era înclinat să intervină în mod activ în afacerile rusești, ba chiar era esențial ostil regimului Kolceak din cauza naturii sale „nedemocratice” și a Terorii Albe. Cu toate acestea, japonezii nu numai că au intervenit, dar au și căutat în mod activ să supună Orientul Îndepărtat influenței lor. În Orientul Îndepărtat, din cauza depărtării, a numărului mic de trupe rusești și a prezenței trupelor străine, puterea guvernului pan-rus era aproape simbolică.

## Recunoașterea juridică internațională
Statul Rus a fost recunoscut de către Regatul Sârbilor, Croaților și Slovenilor (viitoarea Iugoslavie). La 19 mai 1919, prim-ministrul Regatului Stojan Protić a emis o notă oficială prin care informa guvernul panrus că Regatul îl recunoaște ca autoritate rusă legitimă. Statul Rus a recunoscut, de asemenea, acest regat. La Omsk, Jovan Milanković a fost numit avocat însărcinat cu acest regat, iar interesele guvernului provizoriu al întregii Rusii de la Belgrad au fost reprezentate în 1919 de Vasili Ștrandtman.